# Robert Caspary
Johann Xaver Robert Caspary (1818 - 1887) là nhà khoa học người Đức, chuyên nghiên cứu về thực vật học, thường được gọi là Robert Caspary  (tiếng Anh: /kæsˈpɑri/, tiếng Việt thường đọc: cas-pa-ri). Ông được nhắc tới vì các cống hiến trong nghiên cứu giải phẫu học thực vật (phytotomy), nhất là một cấu trúc nội bì của thực vật được đặt theo tên ông là đai Caspari.

## Tiểu sử
- Robert Caspary sinh ngày 29 tháng 1 năm 1818 tại vùng Königsberg thuộc Phổ (nước Đức hiện nay).
- Thời sinh viên, Caspary học thần học và triết học ở trường Đại học Königsberg. Sau khi hoàn thành việc học tập ở đây, Caspary làm gia sư, rồi quyết định học ngành khoa học tự nhiên tại trường Đại học Bon. Ở đây, ông chịu ảnh hưởng của nhà động vật học  Georg August Goldfuss, nhà thiên văn học Friedrich Wilhelm August Argelander và nhà thực vật học Ludolph Christian Treviranus.
- Năm 1851, ông được cấp bằng tiến sĩ, trở thành giảng viên tại Đại học tổng hợp Berlin, cộng tác chặt chẽ với Alexander Braun. Sau đó, Caspary chuyển sang Anh tập trung nghiên cứu về tảo biển và tảo nước ngọt.[2][3]

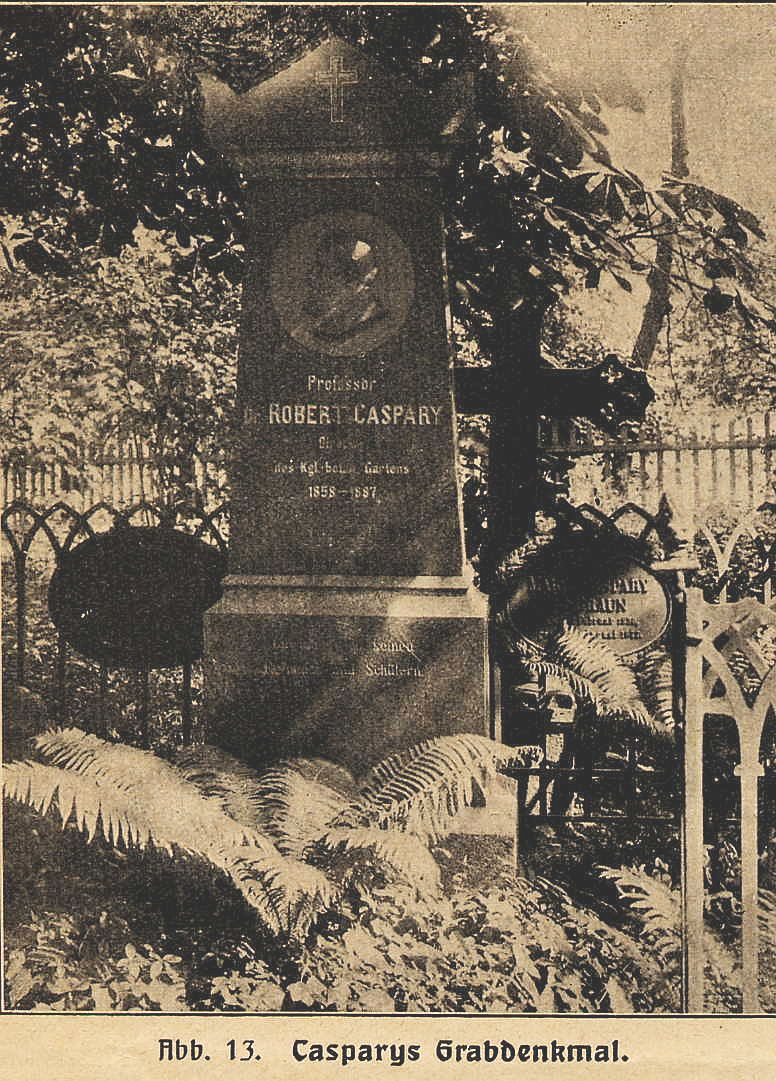
Lăng mộ của Robert Caspary ở Koenigsberg

- Năm 1859, ông trở lại trường Đại học Königsberg nhưng lần này với tư cách là giáo sư thực vật học và làm giám đốc của vườn thực vật.[4] Các nghiên cứu của ông chủ yếu chuyên về thực vật thủy sinh, nhất là các nghiên cứu có hệ thống về Nymphaeaceae (họ hoa súng).[2][3] Ông đã có những đóng góp đáng kể trong các lĩnh vực giải phẫu học thực vật và hình thái học thực vật.[5][6]
- Ông mất ngày 18 tháng 9 năm 1887, thọ 69 tuổi, được an táng ở Koenigsberg.[4][7]

## Tác phẩm chọn lọc
- De nectariis (Phấn hoa) - 1848.[5]
- Alexander Braun's Leben, 1877 - (tiểu sử Alexander Braun).
- Die Flora des Bernsteins und anderer fossiler Harze des ostpreussischen Tertiärs/ 1, 1. Thallophyta. 2. Bryophyta. 3. Pteridophyta. 4. Gymnospermae. (Part of the series, Preußische Geologische Landesanstalt; Abhandlungen der Preußischen Geologischen Landesanstalt) - Hệ thực vật và hóa thạch Đông Phổ "East Prussian Tertiary": 1. Thallophyta. 2. Bryophyta. 3. Pteridophyta. 4. Gymnospermae.[8]